# 曽根保夫
曽根 保夫（そね やすお、1950年3月9日 - ）は、愛媛県出身のプロゴルファー。

## 来歴
愛媛県立松山商業高等学校出身。
19歳からゴルフを始め、1982年にプロ入りする。
1984年のデサントカップ北国オープンでは初日を海老原清治・内田繁・坂東治彦・金井清一・栗原孝・山本洋一と並んでの7位タイでスタートし、3日目には磯崎功・吉武恵治・鈴村照男と並んでの5位タイ、最終日には泉川ピート・鈴村照と並んでの6位タイに入った。
1985年のデサント大阪オープンでは吉川一雄・杉原輝雄・宮本康弘・小林恵一・磯村芳幸・寺元明男に次ぎ、中尾豊健・山本と並んでの7位タイに入った。
1988年の関西オープンでは初日を渡辺修・山本・杉原と並んでの24位タイでスタートし、2日目には中松幹雄・平石武則・金山和雄と並んでの2位タイ、3日目には首位に浮上し、最終日には前田新作に2打差付けて優勝。
1990年にはツアー開幕前に最後の開催となったくずは国際で川俣茂と共に初日69、最終日66をマークし、7位タイに入った。
1990年のよこはまオープンでは最終日には66をマークし、山本己沙雄・藤間達雄・並木弘道と並んでの5位タイに入った。
1990年のデサント大阪オープンでは初日に上出裕也と共に66をマークして首位タイでスタートし、最終日には木本挙国と並んでの3位タイに終わった。
1995年にはアメリカ・フロリダミニツアーに参戦し、技術面ではデビッド・レッドベターのアカデミーで主にショートゲームをレッスンしてもらい、パターが確実に良くなった。
2000年からはシニアに転向し、キャッスルヒルオープンでは5位、藤田観光オープンでは須貝昇にプレーオフで敗れて2位、コマツオープンでは秋富由利夫・上野忠美・上原宏一と並んでの4位タイに入った。
2001年にはキャッスルヒルオープンで小川清二と並んでの7位タイ、第1回ファンケルクラシックで藤間達雄・森本俊治と並んでの5位タイ、2002年には日本プロシニアでは上野・小林富士夫・中村通・山本善隆と並んでの9位タイに入った。
2006年には近畿オープンで井戸木鴻樹・水巻善典・高崎龍雄を抑えて優勝し、PGAフィランスロピーリボーネストシニアでは中尾と並んでの6位タイに入り、日本プロを最後にレギュラーツアーから引退。
2012年のISPS HANDA CUP 灼熱のシニアマスターズでは初日に強風で全体的に伸び悩む展開の中、尾崎健夫・加瀬秀樹と2アンダーで首位に並ぶスタートを切った。最終日にはスコアを伸ばせず、加瀬・室田淳・福沢孝秋と並び通算1アンダーの2位タイに終わった。

## 主な優勝
- 1988年 - 関西オープン
- 2006年 - 近畿オープン